# Mänskliga rättigheter i Nordkorea
Mänskliga rättigheter i Nordkorea är mänskliga fri- och rättigheter för medborgare och andra i Nordkorea. Dessa är omdiskuterade och till stor del präglade av landets i praktiken enpartisystem och kommunistiska diktatur.

## Förhållanden och problem
Enligt Nordkoreas internationella vänskapsorganisation, Korean Friendship Association, är Nordkorea en flerpartidemokrati som garanterar yttrandefrihet för sina medborgare. Denna uppfattning delas inte av alla utländska bedömare. Sveriges utrikesdepartement skriver i sin rapport om situationen för de mänskliga rättigheterna i landet att Nordkorea har "en av världens mest repressiva politiska regimer", att yttrandefriheten i praktiken är mycket begränsad samt att landets politiska system inte innehåller någon mekanism som gör det möjligt för folkflertalet att i praktiken förändra landets ledarskap.
Nordkorea betecknas i västvärlden ofta som en totalitär stat och som en av världens mest slutna stater. Landet tilldelades i tidskriften The Economists demokratiindex lägst index av de stater i världen som anses självständiga. Den nordkoreanska befolkningen är indelad i ett strikt kast-liknande system, songbun, som har stor påverkan på varje medborgares livschanser.

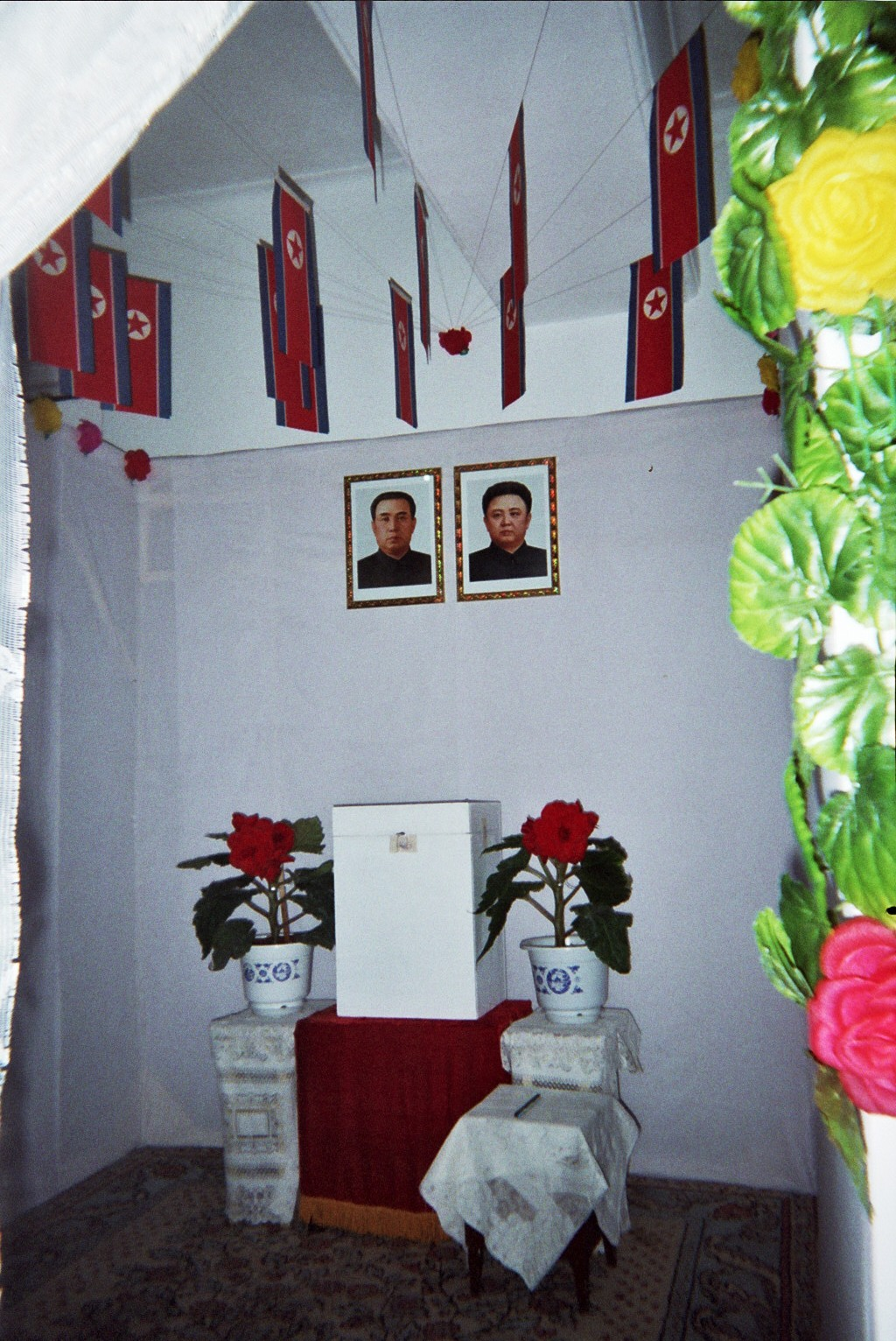
Valurna i en vallokal, som användes vid lokalvalet i Pyongyang juli 2007. På bilden finns kimjongilian och de ofta förekommande fotografierna av Kim Il Sung och Kim Jong Il

### Läger och tester
Nordkorea erbjuder mycket begränsad insyn från omvärlden gällande livsvillkor för dess invånare. Amerikanska kommittén för mänskliga rättigheter i Nordkorea (U.S. Committee for Human Rights in North Korea) har 2003 publicerat en rapport om arbets- och fångläger i landet som bygger på vittnesmål och satellitbilder. Rapporten som är skriven av David Hawk, tidigare UNHCR-medarbetare i Kambodja, hävdar att lägren används för förvaring av tiotusentals politiska och kriminella fångar, liksom illegala flyktingar som har skickats tillbaka från Kina. I de flesta fallen har fångarna inte dömts till sina livstidsstraff. De politiska fångarna åtföljs i lägren av upp till tre generationer av familjer, men tillåts inte träffa släkten. Fångarna arbetar under slavförhållanden i gruvor och industriprojekt. Rapporter redovisar också  användning av tortyr, tvångsaborter och tvångssterilisering. Nordkoreas regering avfärdar dessa uppgifter.
År 2013 upptäcktes via satellitbilder vad som tros vara ett nybyggt fångläger. Anläggningen har inte varit synlig på tidigare satellitbilder. Ett 20 kilometer långt stängsel omgav det nya området. Det som tros vara ett nytt fångläger gränsar till det tidigare kända läger 14, vilket är ett av få läger vilket människor som rymt kunnat berätta om. Shin Dong-hyuk är den enda det finns kännedom om som har fötts i läger 14 och lyckats fly. Detta har dokumenterats i boken Flykten från Läger 14 : den dramatiska rymningen från ett nordkoreanskt fångläger, författad av Blaine Harden.
Hoeryongfånglägret kallas ett av de fångläger som finns i landet. En före detta vakt vid namn Kwon Hyuk och andra vittnen har rapporterat om att systematiska massavrättningar och ihjälgasningar av hela familjer förekommer som en del av militära experiment och resultaten dokumenteras noggrant av forskare och militärer. I ett av dessa utspridda läger sägs upp mot 50 000 fångar hållas, och totalt sägs det att cirka 200 000 fångar i läger finns i hela landet. Det uppskattas att ungefär 40 procent av människor i fångläger dör av tortyr, undernäring eller sexuellt våld.
Enligt den tyska tidningen Stern använder den nordkoreanska militären fysiskt och psykiskt handikappade barn som försökskaniner när man testar biologiska och kemiska stridsmedel.

### Sjukvård
I juli 2010 släppte Amnesty International en rapport som utmålade Nordkoreas sjukvård som eftersatt och bristfällig. Amnesty påstod också att man, trots att sjukvård officiellt är gratis i landet, måste betala läkare för att få vård. Men redan dagen efter att Amnesty publicerat denna rapport gick Världshälsoorganisationen (WHO), ut i en presskonferens och avfärdade Amnestys uppgifter. WHO hävdade att Amnestys rapport var ovetenskaplig och baserad på gamla uppgifter och enskilda historier från människor som inte befinner sig i landet. WHO menade vidare att man har genomfört hundratals fältuppdrag i Nordkorea och inte ett enda av dessa har rapporterat några sådana uppgifter som Amnesty publicerat. I april 2010 uttalade sig WHO:s generalsekreterare, Margaret Chan, i en presskonferens och hävdade då att hon var imponerad av sjukvården i Nordkorea.